# Xã Tippecanoe, Quận Henry, Iowa
Xã Tippecanoe (tiếng Anh: Tippecanoe Township) là một xã thuộc quận Henry, tiểu bang Iowa, Hoa Kỳ. Năm 2010, dân số của xã này là 890 người.